# Golilla

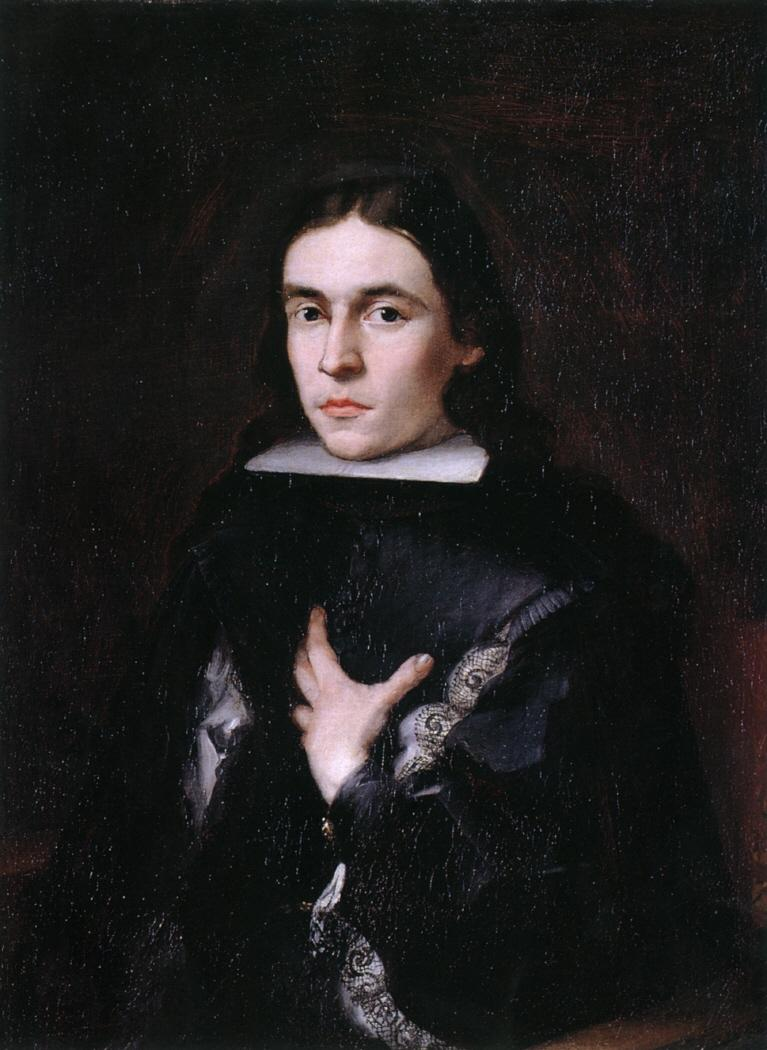
Fernando de Valenzuela, con golilla.

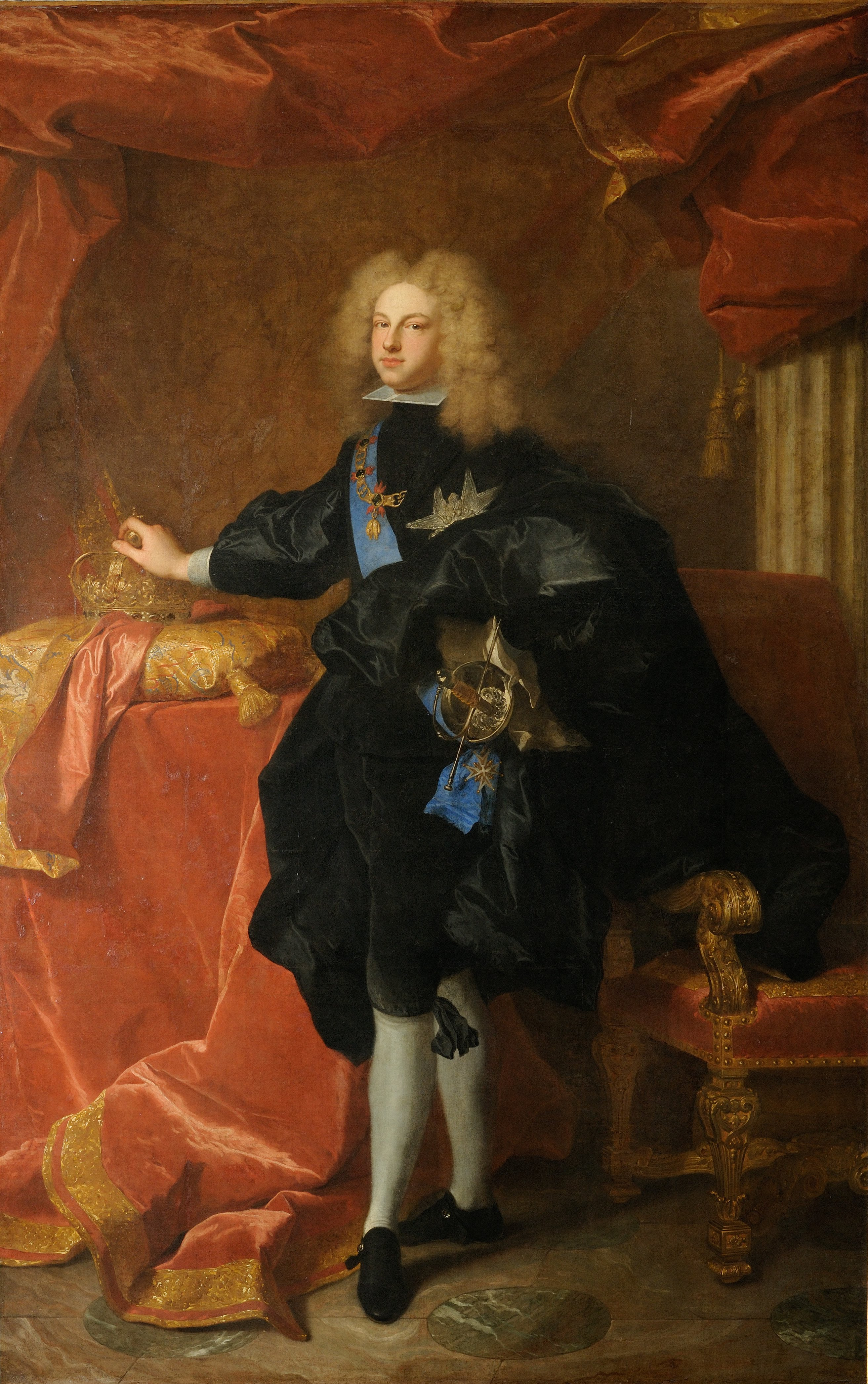
Felipe V retratado con golilla, por Hyacinthe Rigaud (1701).

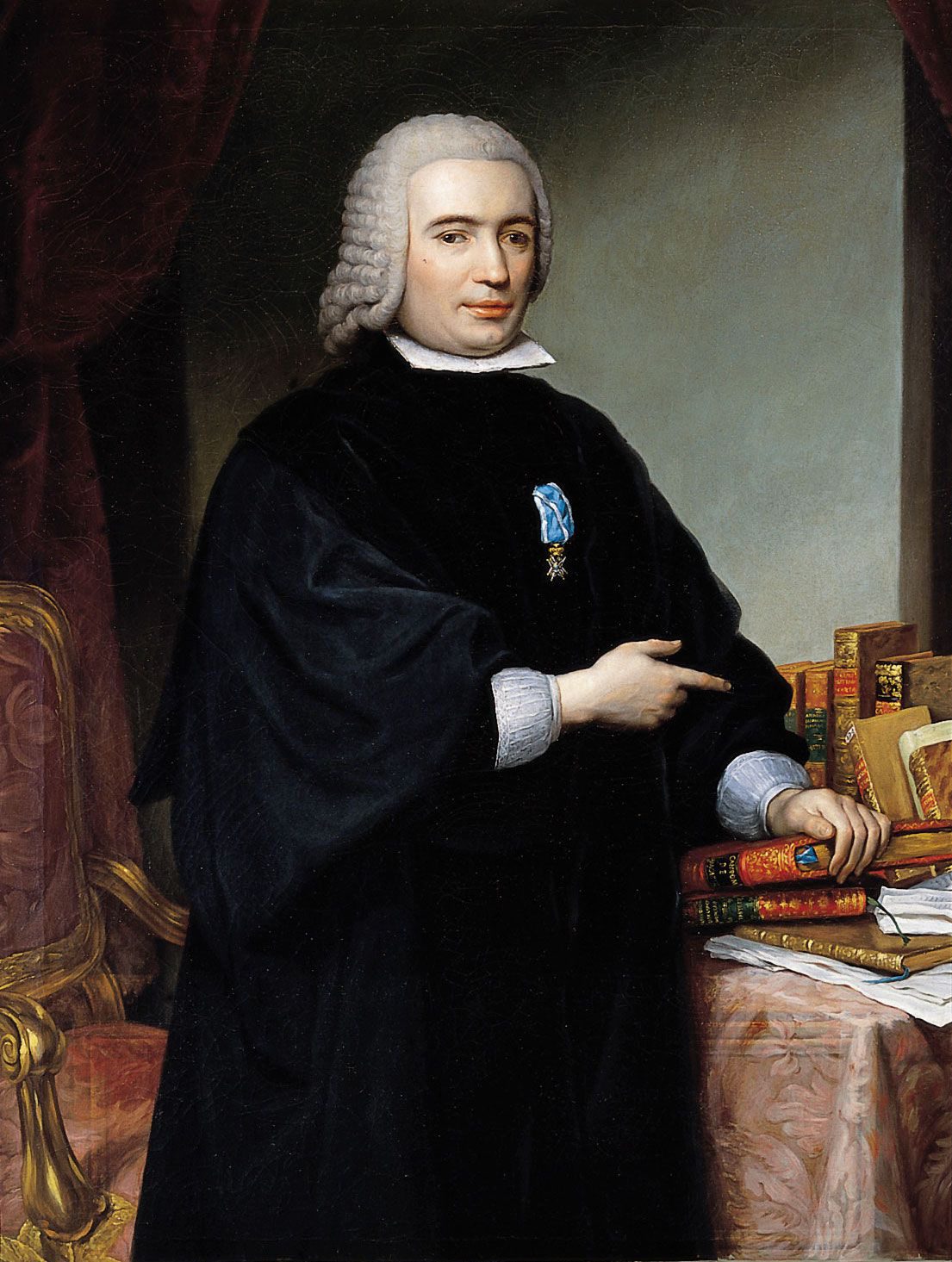
Campomanes, con toga y golilla.

Golilla es un tipo de alzacuellos de valona que estuvo de moda desde el siglo XVII, y el mote político coloquial de los ministros togados que la usaban. Los golillas conformaban un grupo social (expresado en redes clientelares de apoyo mutuo, y en algunos casos en una verdadera facción política) que en la España del Antiguo Régimen funcionaba en oposición a los manteístas. También se utilizaba para referirse a los golillas el mote "garnachas" (por el nombre del traje talar de los abogados).

## Etimología
Diego Clemencín afirma que la inventó el Conde-duque de Olivares en 1622. "Gola" es el gaznate o tragadero, esto es, el cuello. "Golilla" es el adorno hecho de tafetán, u otra tela, que circunda y rodea el cuello, al cual está unido en la parte superior otro pedazo que cae debajo de la barba y tiene esquinas a los dos lados, sobre el cual se pone una valona de gasa engomada o almidonada. La persona que la viste, y así se decía, «que en tal función estaban tantos golillas». Golilla de piojos era el vituperio con que el vulgo se burlaba de los pajes y gente moza que traían golilla. Ajustarle la golilla era reprender rigurosamente, afeando y vituperando lo que ha ejecutado, y estrechándole en los cargos.

## Golillas y manteístas
Los golillas eran los "colegiales" que se habían formado en los elitistas colegios mayores de las universidades de Salamanca, Valladolid o Alcalá de Henares (lo que les garantizaba los mejores puestos en las instituciones de poder político y religioso), mientras que los manteístas eran el resto de los estudiantes (que más tarde, en su ejercicio profesional, eran funcionarios o letrados plebeyos, o en su caso sacerdotes). Esa oposición se expresaba también en la indumentaria, puesto que los alumnos que asistían a las clases públicas de la Universidad llevaban sotana (especialmente la denominada "loba") y manteo.
La identificación de ambos grupos no respondía tanto a los criterios tradicionales de la sociedad estamental medieval como a los criterios de riqueza de una sociedad de clases aún no formada: los golillas tenían un origen aristocrático, mientras que los manteístas procedían de familias con menores recursos, aunque suficientes para acceder a la universidad (burguesía y baja nobleza).
La selección de las élites sociales a partir de la formación universitaria había comenzado a diseñarse a finales de la Edad Media, especialmente con los Reyes Católicos (y el patronazgo de algunos eclesiásticos como el cardenal Cisneros o Alonso de Fonseca), pero fue durante la monarquía de los Habsburgo cuando el sistema se convirtió en un mecanismo cerrado.
También se utilizaba el mote golilla para cualquier personaje de la Corte o cargo público que no fuera militar. Esta oposición se hizo evidente especialmente a partir del siglo XVIII, a medida que se fue estableciendo una carrera militar institucionalizada.
Otro grupo claramente identificado con los golillas y enemistado con los manteístas era el de los jesuitas (que fueron expulsados en 1767).
A mediados del siglo XVIII, en la época de la Ilustración, la oposición golilla/manteísta no siempre era evidente. Tanto o más importante pasó a ser la oposición de los togados, fueran golillas o manteístas, frente a otros grupos sociales. Los términos que se establecieron por entonces serían los de tres verdaderos grupos de presión que se movían en el entorno burocrático de las covachuelas y en el propio Palacio: las mitras, las togas y las corbatas (obispos, abogados y militares).
La coyuntura crítica del motín de Esquilache (1766) proporcionó la oportunidad para que el llamado partido aragonés en torno al conde de Aranda (que se caracterizaba por el fundamento militar de su posición en la Corte) desplazara a los golillas y a los ministros italianos de la confianza de Carlos III identificados con ellos (el propio marqués de Esquilache y el pro-jesuita marqués de la Ensenada); aunque sólo fue por un breve periodo, pues en 1773 Aranda fue desplazado y ministros que a veces son calificados de golillas, como Campomanes y Floridablanca, ascendieron a los puestos máximos del gobierno. No obstante, ninguno de ellos había estudiado en colegios mayores ni era aristócrata de cuna (fueron ennoblecidos por el rey), con lo que responden al perfil del manteísta. El propio Campomanes se caracterizó por su política aperturista de nombramientos, que puso fin al monopolio de los colegios mayores a la hora de cubrir puestos.
Entre los personajes identificados con más claridad como manteístas estaban intelectuales de la talla de Gregorio Mayans, quien propugnaba una reforma radical de las obsoletas instituciones universitarias que inspiró las reformas de distintos ministros ilustrados (Manuel de Roda y Pablo de Olavide).

## Otros usos del término
La palabra golilla también puede significar:
- En Chile un disco metálico agujereado llamado arandela.
- En Venezuela se refiere a la actitud de una persona consistente en buscar un beneficio propio aprovechándose de los demás. Motivo por el cual a estas personas se les llama golilleros.
- En Honduras se refiere a la actitud de una persona que fanfarronea y busca confrontación con otros y se apodan golillero(s).
- Wikcionario  tiene definiciones y otra información sobre golilla.